# Clytia
Clytia é um gênero de cnidários pertencente à classe Hydrozoa. Tem distribuição cosmopolita, tendo ocorrências registradas em todos os continentes.
Durante o desenvolvimento, produz larva do tipo plânula. A larva então se fixa a um substrato, transformando-se em pólipo, que vai por sua vez produzir medusas.
O tamanho de seus membros é variado. Dentre as menores, C. linearis tem 2.5–3.6 mm de diâmetro, enquanto C. hemisphaerica chega a 20 mm. As medusas adultas podem ter de 12 até 56 tentáculos, dependendo da espécie.
O gênero foi descrito em 1812, por Lamouroux. Desde então, diversas espécies foram descritas. Apesar de possuir mais de 60 espécies, apenas 10 já tiveram seu ciclo de vida descrito. Há espécies que foram descritas baseadas apenas nos pólipos, e outras apenas nas medusas. Além disso, uma análise genética de 2011 aponta que indivíduos identificados como Clytia gracilis não formam um grupo monofilético. Isso indica que, quando os estudos forem aprofundados, a quantidade total de espécies deve ser alterada. Algumas espécies podem ser sinonimizadas, enquanto outras podem se revelar ser na verdade um complexo de espécies crípticas, sendo assim divididas em várias.
Uma de suas espécies, Clytia hemisphaerica, vem sendo estudada como organismo-modelo em trabalhos de desenvolvimento embrionário, expressão gênica e regeneração.
O gênero divide o nome com Clitia, personagem da mitologia grega.